# Pantostomus gibbiventris
Pantostomus gibbiventris är en tvåvingeart som beskrevs av Mario Bezzi 1921. Pantostomus gibbiventris ingår i släktet Pantostomus och familjen svävflugor. Inga underarter finns listade i Catalogue of Life.